# Rossini (film, 1997)
Pour les articles homonymes, voir Rossini (homonymie).
Pour plus de détails, voir Fiche technique et Distribution.
Rossini (Rossini – oder die mörderische Frage, wer mit wem schlief) est un film allemand réalisé par Helmut Dietl, sorti en 1997.

## Fiche technique
- Titre : Rossini
- Titre original : Rossini – oder die mörderische Frage, wer mit wem schlief
- Réalisation : Helmut Dietl
- Scénario : Helmut Dietl et Patrick Süskind
- Musique : Dario Farina
- Photographie : Gernot Roll
- Montage : Inez Regnier
- Production : Helmut Dietl et Norbert Preuss
- Société de production : Diana-Film, B.A. Film, Bavaria Film et Fanes Film
- Société de distribution : Constantin Film (Allemagne)
- Pays :  Allemagne
- Genre : Comédie
- Durée : 114 minutes
- Dates de sortie : 
  - Allemagne : 23 janvier 1997

## Distribution
- Götz George : Uhu Zigeuner
- Mario Adorf : Paolo Rossini
- Heiner Lauterbach : Oskar Reiter
- Gudrun Landgrebe : Valerie
- Veronica Ferres : Schneewitchen
- Joachim Król : Jakob Windisch
- Hannelore Hoger : Charlotte Sanders
- Armin Rohde : Dr. Sigi Gelber
- Jan Josef Liefers : Bodo Kriegnitz
- Martina Gedeck : Serafina
- Meret Becker : Zillie Watussnik
- Hilde Van Mieghem : Fanny Zigeuner
- Eva-Ingeborg Scholz : La 2e dame au théâtre

## Distinctions
Le film a reçu 7 nominations aux Deutscher Filmpreis et a remporté 4 prix : Meilleur film, Meilleur réalisateur, Meilleur second rôle féminin pour Martina Gedeck (également pour le film La vie est un chantier) et Meilleur montage.